# Teresa Navarro i Pérez
Teresa Navarro i Pérez   (1904 - Barcelona, 26 d'agost de 1991) va ser una mestra, pedagoga i fundadora de l'Escola Montessori de l'Hospitalet de Llobregat.

## Biografia

### Formació com a pedagoga
Teresa Navarro havia finalitzat els seus estudis de mestra de primer ensenyament l'any 1926. La seva concepció de l'educació i la pedagogia es fonamentaren en la formació que va rebre a l'Escola Normal i en les lliçons de la doctora Maria Montessori.
L'Escola Normal de la desapareguda Mancomunitat de Catalunya tenia com a objectiu formar uns mestres moderns, capaços de contribuir a la formació d'un model de país. Va ser formada en una concepció de l'educació en que els infants havien d'adquirir actituds i hàbits, i en la capacitat d'establir amb els infants unes relacions basades en el respecte mutu i l'afecte. Partia del diàleg, l'atenció constant, la benèvola correcció de les mancances, oblits i rauxes i, sobretot, del testimoni personal, la no discriminació per raó de sexe i l'adquisició del coneixement a través de l'experiència i, sobretot, del testimoni personal.
El 1931 va aconseguir una plaça de mestra de parvulari convocada pel Patronat Escolar de Barcelona i d'aquesta manera va començar a exercir la docència a infants de parvulari. El 1933 va aconseguir una de les beques convocades pel Consell Directiu de l'Associació Protectora de l'Ensenyança Catalana per poder assistir al curs Montessori que la doctora Maria Montessori va impartir aquell mateix any a Barcelona per difondre la seva metodologia pedagògica. És en aquest àmbit de nou esperit de renovació pedagògica en el qual Teresa Navarro coneix i esdevé deixebla de la doctora Montessori. A partir d'aquell moment va aplicar la filosofia i el nou concepte de pedagogia a la pràctica quotidiana de la seva tasca docent.

### L'Escola Montessori de l'Hospitalet
El 7 de setembre de 1952, Teresa Navarro i Pérez va inaugurar el parvulari Montessori a l'Hospitalet de Llobregat, al local del carrer del Doctor Martí i Julià, 124, en aquella època General Sanjurjo, 122, al barri de Collblanc-la Torrassa, aplicant plenament la metodologia apresa de la doctora Montessori. Quan decideix inaugurar el parvulari, Teresa Navarro es fa fabricar el material Montessori per artesans de Barcelona seguint les instruccions dels apunts que ella conservava de les sessions a les quals havia assistit anys enrere.
Teresa Navarro, en fundar l'escola, escrivia: “No és possible expressar tan sols en dues ratlles el que representa per a l'esdevenidor d'un país l'educació dels infants”.
Quan el primer grup d'infants havien d'abandonar el parvulari, els pares i les mares van manifestar que els agradaria que els seus fills poguessin continuar en una escola que mantingués la filosofia i els principis pedagògics i humans en què havien estat educats fins al moment i com a resposta a la demanda d'aquest grup de famílies, Teresa Navarro va decidir ampliar l'escola, amb la col·laboració de la seva filla, Maria Manuel i Navarro.
D'aquesta manera el maig del 1956 es va inaugurar el nou edifici al carrer de la Mare de Déu dels Desemparats (abans Aliança), 43: planta baixa, primer i segon pis. Aleshores va viatjar a Itàlia per completar els materials de la metodologia Montessori, davant la impossibilitat d'aconseguir-los, en aquella època, en el nostre país.
L'any 1961 s'inauguraren els pisos tercer i quart, i l'antic local del parvulari quedà com a menjador de la nova escola. El 1958 s'edificà el segon, l'any 1961 s'inauguraren els pisos tercer i quart i l'antic local del parvulari quedà com a menjador de la nova escola; l'any 1967 es va construir l’última part de l’edifici que va ampliar les plantes ja existents.

## Reconeixements públics
En reconeixement de la seva aportació a la ciutat de l'Hospitalet i al barri de Collblanc-la Torrassa, l'Ajuntament de l'Hospitalet va incloure el nom de Teresa Navarro al nomenclàtor de la ciutat, amb la placeta Teresa Navarro, el 2018.
L'Ajuntament de Montanejos, un municipi del País Valencià que es troba a la comarca de l'Alt Millars, va iniciar, el 2021, la posada en marxa d'una nova sala de lectura municipal, un espai cultural, artístic i d'ensenyament amb llibres per a tots els públics amb el nom de Teresa Navarro i Pérez, en homenatge a la fundadora de l'Escola Montessori de l'Hospitalet. Teresa Navarro era filla d’uns veïns de Campos d'Arenós, poble que es va traslladar a Montanejos quan va ser anegat per a la construcció de l'Embassament d'Arenós.